# Yasmin Shariff
Yasmin Shariff (Uganda, 1956) es una arquitecta británica, ecologista y profesora universitaria, conocida por su defensa de la igualdad de género en el ámbito laboral de la arquitectura.

## Primeros años
Yasmin Shariff nació en Uganda cuando era un protectorado británico. Su infancia la pasó entre Hampshire y Nairobi, hasta que en 1977 estableció su residencia definitivamente en Hertfordshire.
Estudió y se diplomó en Arquitectura en la conocida como “The Barlett” (Facultad del Medio Ambiente Construido) de la University College de Londres y con anterioridad (1981) había realizado un máster en Arqueología por la Escuela de Estudios Orientales y Africanos de Londres.
En el año 1983 se casó con el arquitecto Dennis Sharp, con quien tuvo un hijo (Deen). La familia se trasladó a Epping, en Essex.

## Vida profesional
Además de trabajar como arquitecta en prestigiosas firmas como Populus, Pringle Brandon (Perkins and Will) o Jestico & Whiles; ha sido profesora universitaria durante más de una década en la Universidad de Westminster.
Actualmente es directiva en la firma de arquitectura Dennis Sharp Architects, firma en la que entró en el año 1992 como socia; y además desempeña el cargo de Secretaria Honoraria de la Cátedra de AA y AA XX 100., así como realiza asesoramiento de educación en Eric Parry Architects. Desde su entrada en la firma y junto a Dennis Sharp ha participado en proyectos como: Aspenden Lodge (2007-09); la renovación de la icónica fábrica Renault de Norman Foster (2006-08); el Centro Comunitario de Luton (2005), la Eco-Home, Bayford (2005-09); el Strawdance Dance Studio and Community Environmental Project (1999) y el Puente Trinity (1994-1995), proyecto en el que trabajó con al arquitecto Santiago Calatrava.
Está inscrita en el Architects' Registration Council of the United Kingdom, llamado ahora Architects Registration Board, con la referencia 053101D; también es miembro del Real Instituto de Arquitectos Británicos (RIBA), además, desde 1998 también lo es de la Royal Society of Arts.
Ha trabajado tanto en sector público como privado, destacando en el primero su labor como director, no ejecutivo, de la “East of England Development Agency” (2001-2006) o como miembro de la “Sustainable Development Commission” del Reino Unido, en la Government’s Sustainable Round Table (1999-2001) entre otras.
A lo largo de su carrera ha publicado muchos artículos en revistas especializadas de arquitectura, así como ha participado como ponente en diversas conferencias y seminarios tanto en universidades como en asociaciones culturales y profesionales de Italia, Alemania, Reino Unido, Canadá, México, Kuwait, India y Jordania. También ha intervenido en programas de televisión y de radio.

## Premios
Podemos destacar los siguientes premios:
- en 2001 el Malcom Dean Award for Conservation.[1][7]
- en 2003 el RIBA East of England Spirit of Ingenuity Award.[1][7]
- en 2010 el RIBA East Housing Award por los proyectos de Aspenden Lodge y Bayford Eco-House.[1][7]